# Aek Badak Julu
Aek Badak Julu is een bestuurslaag in het regentschap Tapanuli Selatan van de provincie Noord-Sumatra, Indonesië. Aek Badak Julu telt 1411 inwoners (volkstelling 2010).